# الشرارات
قبائل الشرارات (يلقب المنتمي إليها بالشراري) هم قبيلة قضاعية عريقة مشهورة، تُعد من أكبر القبائل الذي لها كيانًا عشائريًا قويًا في شمال الجزيرة العربية، تنتسب إلى بنو كلب بن وبرة من قضاعة وتنقسم القبيلة إلى اربعة بطون رئيسية، في منطقة الجوف الذي توارثوها عن أسلافهم بنو كلب.

## بطون قبيلة الشرارات
ينقسم قبائل الشرارات إلى اربعة قبائل رئيسية هم الحلسة والضباعين والفليحان والعزام ومنهم تنتمي فروع وبطون وأفخاذ وعشائر كثيرة.

### ألقسم الاول الحلسة
والنسبة إليهم حليسي، ويُلقبون قديماً "الفراعين" لشدة بأسهم وطغيانهم بالمعارك، وتنحدر مشيخة الحلسة في الدعاجين من فخذ الصبحي، وتعتبر الحلسة أكبر بطون قبيلة الشرارات الاربعة وأكثرها استحواذا لمشاهير الشرارات الذين كان لهم الدور البارز في تاريخ القبيلة من كافة الاوجه والمواقف. وهم سبعة افخاذ:
- فخذ الصبحي: وهم أولاد صبحي، منهم عشيرة الدعاجين (ابن دعيجاء) شيوخ بطن الحلسة، وتنقسم الى العشائر الرئيسية التالية: -
  1. عشيرة الدعاجين والنسبة اليهم (ابن دعيجاء) وهم: القزعة - الشمسان - النهيتات - القميزة - السبيعي - الجاولي - ابو عصبة - الرويمات - القضعل- عيال حريره.
  2. عشيرة النواوقة والنسبة اليهم (النواق)، وهم كثر ويلحق بهم: الاصوغ - المناع.
  3. عشيرة الدابس ومنهم: الغيثة - الشهيلا - العقاقير - الشليل - السمران - الديحان - المتاينة.
  4. عشيرة العجيلات والنسبة اليهم (العجيلي) ومنهم: الدوارجة - وغيرهم.
  5. عشيرة الدباس ومنهم: الشواولة - الطحيرات.
  6. عشيرة المضاحكة ومايتبعهم.
  7. عشيرة الهلاكين ومايتبعهم.
  8. عشيرة الصوالحة ومنهم: البناء - الصواهيل - الشواحطة - الردينات - النعماء.
- فخذ الصبيحات: وهم اولاد صبيح، والنسبة اليهم صبيحي، منهم عشيرة السيف التي فيهم مشيخة شمل فخذ الصبيحات وتنقسم الى العشائر الرئيسيةالتالية: -
  1. عشيرة العودة وهم أولاد عوده ومنهم: الحامد (ومنهم الحويان) - عيال سالم (ومنهم أبناء سالم بن خلف) - عيال سلمان (ومنهم الصفران)- عيال ظاهر(ومنهم الصلاليع وزمبيل والعشبان) - عيال مزيد (ومنهم الملفي) - عيال حبشي (ومنهم أبناء عيد بن خميس) - عيال عايش (ومنهم المفضي) - الصعاصعة - العايشة - العقيل - العرانيف.
  2. عشيرة السيف وهم أولاد سيف ومنهم: اللمعة - البيارقه - السحله - السراهيد - الجلاعيد - العزازات.
  3. عشيرة الجمعان وهم أولاد جمعان ومنهم: العبيدالله(ومنهم الختيلان والخويران) - السوقه - العضبان المشيعل - الأرانب - الحسرة الرماح - البوجان - الحبيطان - عيال شيحان - العرانيف - العلية.
- فخذ الرشيد: والجمع "الرشايدة" وهم أولاد رشيد، والنسبة اليهم رشيدي، وتنقسم الى العشائر الرئيسية التالية: -
  1. عشيرة العرجان ومنهم: القريطان - الحسناء - الحلاليس - الرزيقات - الطلافيح.
  2. عشيرة السمحه والنسبة اليهم سحيمي ومنهم: المقاضي - الغنيمات - الطرمان - الخرصان - الصماعره - الشلاليخ - الحومة - الكريعات - الرمالات - السلمي.
  3. عشيرة الحروب والنسبة اليهم حربي ومنهم: الناهض - القرصان - الظويهر - العودة.
  4. عشيرة الزبن ومنهم: المداهين - الحريول - المطلق - الطلاق.
- فخذ القوينات: وهم بنو القين القضاعية والنسبة اليهم قيني أو قويني ومنهم: -
  1. عشيرة اللافي ومايتبعهم.
  2. عشيرة الخضر ومايتبعهم.
  3. عشيرة المساعد ومايتبعهم.
  4. عشيرة اللطيفه ومايتبعهم.

والقوينات اليوم يختم الفرد منهم اسمه بكلمة القويني فلا يكثرون من أسماء العشائر عن هذا الاسم.
- - قبائل العمرو

ويقال لهم ايضاً العمارنة، والنسبة اليهم عمري
- - النعابيط - الريشة - الذنبان - الدليلات - العاسر - البخارين - الخشيفات - البلايله - الحناشله - الغواويل.
  - قبائل الدفاف

والنسبة اليهم دفافي، وهم ثلاثة اقسام رئيسية الرويعي والسبيتان و الجمعان حيث تتفرع منهم:
- -     - الفحيمان - العنقان - النعيم - الكحلاء - المزاودة - الميلة - الدغيشم - الغرايس - الحمدان - الشطيط - الهزيل - النغيمش - البلاعيس - المسيب - العابر - الطويل - اللسون.

  - قبائل الدباوين

والنسبة اليهم دبيواني، تنتسب لكبيرهم دبيان الكلبي، وابنائه جمغط وفريح ومنهما يتفرع الدباوين:
- - الجماغطة - الاذينات - السبيتان - المكحار - اللقيحة - الهمط - الولدات - الركبان - الراضي - الصلهام - السراء - الفريح - الصخيل - الجناديا - ابوثنين - الغروب - العرايضة - المصادير - الفرسان - الصقعان - الطعمات.

### القسم الثاني الضباعين
والنسبة إليهم ضبعاني، وهم البطن الثاني في القبيلة، وتنحدر مشيخة الضباعين في عشيرة الجريَّد من فخذ الخميس، وهم اربعة افخاذ:
- فخذ الخميس: منهم عشيرة الجريَّد التي فيهم مشيخة بطن الضباعين كافة، وتنقسم الى العشائر الرئيسية التالية: -
  1. عشيرة الفاضل ومنهم: الجريد - الحصين - المحمد - العميان - السحيم - البواردي (العطينان)  - القميشه - الدبيسه (القنيطير) - السميحان(الموينع) (السعيد).
  2. عشيرة الحمده ومنهم: الدعيجاء - الفريح - العليان (الحوشان) - الظاهرة - المعيوف - الجابر - الضويحي.
  3. عشيرة السبته ومنهم: الضبيعانيين - العرجان - السحوت - الشدفان - المساليت - الفقس والغربان - الهريويل - الجليدان - الحوران.
  4. عشيرة السليمان ومنهم: الرعيلات - الوضيحي - القعيران - الزغاليل - الغيلان - الدغاليب.
- فخذ العميرات: ويقال لهم ايضاً العويمرات وتلفظ أحيانًا العويمرة، وهم بنو عميرة بطن قديم من كلب بن وبرة، ولا يزالون يعرفون بهذا الاسم إلى اليوم منالشرارات، وتنقسم الى العشائر الرئيسية التالية: -
  1. عشيرة الحميدان ومنهم: السراب ومن السراب: (الماضي - قعيدالبيت - الدابي - السوعان - الدويم - الفرحان - المحمد (عيال ذروان) - الناجي - النفيخ - الزايد - الصلابيخ - الجولة - الخضراء - المسيب - السلمان. كذالك من الحميدان: الفراحين - الطليقه - الصبيحه - النباشا - الدوالا - المحمد - عيال ذيبه.
  2. عشيرة المحمد ومنهم: السند (الظبي)- المطير (الصماصيع) - عيال بليده - السمارين - الرشيدان - الطعمة - الفراسن - الخضير - عيال خرصه - الفلاح - السويدان.
  3. عشيرة الحمدان ومنهم: السمحان - الطميشان - السلاحيب - الصخيف - الخريصان - عيال راعي الربيعة - المصواط - عيال دعقها - عيال سلمى - طنيب الخلا - الظواهره (عيال جديع وعويد).
  4. عشيرة الحامد ومنهم: اللويفية - الوثال - الحسين - عيال بخيتان (ولد معيرفه) - عيال سعود.
- فخذ العيد: وتنقسم الى العشائر الرئيسية التالية: -
  1. عشيرة اللافي ومنهم: الظواهره - الفقاعيص - الصريخات - الضبان.
  2. الدخيل الله ومنهم: الدلاقمه - الغنادير - الشويطر - القعيشيش.
  3. وايضاً من فخذ العيد: السعالوه - السميرا - النصيرات - اللغيبان - البلوع - القعيدان.
  4. الصالح والزهيمة ومايتبعهم.
- فخذ القرية: وتنقسم الى العشائر الرئيسية التالية: -
  1. عشيرة المقبل ومنهم: الشحاتيت - المضيان - الرهيدات - الرويضي - الدعاسين - الخنيعان - الخضارين - الرديسان - العرس - ال مره - الجثيان - الرفيحا - عيال سحب - عيال ثفنه - الفنيص - ومايتبعهم ايضاً من العشائر.
  2. عشيرة الموانعة ومنهم: الضبيعان - الشعيفان - العجيان - العبيسان - الصواوية - القريص - الصهيبان - الدعابيس - المغيرات - الوتيد - الدبيش - الزرقاوي - عيال شوشه - السعيدان - السنام - المشالحه - السموع - الكساب - النفوس - المراويق - الهديهد - السموم - الربيع - الدهاثمه - الذرعان - العايد - عيال حويلان، ومايتبعهم ايضاً من العشائر.
  3. عشيرة الثويني ومنهم: الوصوص - الجضاعين، ومايتبعهم ايضاً من العشائر.
  4. عشيرة السيف ومايتبعهم ايضاً من العشائر.
  5. عشيرة الرجوع ومايتبعهم ايضاً من العشائر.

### القسم الثالث الفليحان
والنسبة إليهم فليحاني، وهم البطن الثالث في القبيلة، وتنقسم إلى بطنين عظيمين هما (الجوابرة والسليم)، وأن للسليم ثلاثة بطون كبيرة، وهم ثلاثة أخوة، عتيق ومفلحودليهان، والمفالحة هم في بنو كلب ما كان يقال لهم الحُمام، لشدة بأسهم في النزال، وتنحدر مشيخة الفليحان في اللحاوين من بطن الجوابرة وهم شيوخ شمل قبيلة الشرارات كافة، وهم:
- بطن الجوابرة: هم أبناء جابر بن كعب بن عليم بن جناب بن هُبَل بن عبدالله بن كنانة بن بكر بن عوف بن عذرة بن زيد اللات بن رفيدة بن ثور بن كلب بن وبرة،كانت فيهم بيوت رئاسة مشهورة، ولا تزال فيهم، فمنهم اللحاوين اليوم وفيهم مشيخة شمل قبيلة الشرارات، وتنقسم الجوابرة الى العشائر الرئيسية التالية: -
  1. عشيرة اللحاوين والنسبة إليهم اللحاوي وتنحدر فيهم مشيخة شمل قبيلة الشرارات كافة.
  2. عشيرة الخضراء ومنهم: الباشا.
  3. عشيرة الشتيوي ومنهم: المعارك - والخرافشة.
  4. عشيرة المهابيش ومنهم: المقرعط .
  5. عشيرة الزواهرة ومنهم: الروسه
  6. عشيرة المرشد ومنهم: الدغاليب - العبدان - الغونان.
  7. عشيرة الوجادى
  8. عشيرة المفالحه وهم من السليم، لكنهم في عداد الجوابرة في الحلف، وهم بطن كبير.
- بطن السليم: منهم عشيرة الدويرج الذي فيهم مشيخة بطن السليم من الفليحان كافة، وهم من كان يقال لهم الناصر حتى ظهر منهم فارس يقال له دويرج فآلتالمشيخة إليهم بعدما كانت في عشيرة الليمون، وتنقسم الى العشائر الرئيسية التالية: -
  1. عشيرة الدويرج ومنهم: الجوادلة - المصنت - المجاولة - المناديف - العزم.
  2. عشيرة الليمون وكانت فيهم مشيخة السليم ثم آلت للدويرج، ومنهم: الفويرات - الصناتان.
  3. عشيرة الصوالحة وهم عشيرة كبير من السليم، منهم: الطولان - السبوت - البيزان - القريصات - الذنيبات - الطبشان - البليدات - العيازرة - البرِّيد - الهيايفة - الهشايمة.
  4. عشيرة المفالحة هم في بنو كلب ما كان يقال لهم الحُمام لشدة بأسهم في النزال، وهم في عداد الجوابرة، وهم يعودون بنسبهم إلى أبيهم مفلح وهو أخولدليهان وعتيق، ومنهم: السمير - الصللة - العليان - العرمان - الناجي - العدوان - الطريف - الثرياء - المخيمر - الطرفة - الجلابطة - الجدوع - السعدنَّة - المنصور - المساعد - الزقاعيب - السلمان الديايير - الجدوع.
  5. عشيرة العتايقة والنسبة اليهم عتيقي، وهم يعودون بنسبهم إلى أبيهم عتيق وهو أخو لمفلح ودليهان، ومنهم: الغنام - المدينة - الضبعة - الغثماء - المحيسن - المغيوق - الخصوم - الموالي - الجبيري - العلياء - العليَّاء - الهراذوا - الهياضلة.
  6. عشيرة الدليهان والنسبة اليهم دليهاني، وهم فرع كبير وقديم ومن أشهر وأقدم فروع الفليحان وهم يعودون بنسبهم إلى أبيهم دليهان وهو أخو لمفلحوعتيق، ومنهم: المدابيل - الحنيفات - العراقيب - الحبينات - المخمر - الفنخور - العزانيد - الصبغاء - الحراذين - الحمران - الهران.
  7. عشيرة العرابيد ومنهم: العاقلة - القطيات - البقاعين ومن البقاعين المتمدرج .
  8. عشيرة القطمان وهم يلتقون بالعرابيد بجد واحد، ومنهم: اللسون - الجنوب - الغرابى.
  9. عشيرة المهرمس ومنهم: الرعلان.
  10. عشيرة الحزالمة ومنهم: اللافية - الفتاة.
  11. عشيرة الغضيان ومنهم: العوران .
  12. عشيرة اللمالمة ومنهم: الهريسان .
  13. عشيرة الصبيح ومنهم: النجاجيب - الدقلان - الزنابيل - الوغب.
  14. عشيرة البريك ومنهم: الارغى - الزويغاء - السماحه - الركبان.
  15. وكذلك من عشائر السليم: العدالين - الحضفة العيرة - الحميِّد - الدقايقة - المضيحك الضحيات - الغزلان - الدهماء - الهلوع - السومه - السودانالحراسيس: قيل أنهم من الحزالمة - الديادبة الموسى : بطن كبير تعود له عدة عشائر - العويضات - الحتاحتة : قيل أنهم يعودون للمهرمس - الطليحه - البركات - القصالمه.

### القسم الرابع العزام
والنسبة إليهم عزامي، وهم البطن الرابع في القبيلة، وتنحدر مشيخة العزام في عشيرة الخيّال من فخذ المسند، وهم ثلاث افخاذ:
- فخذ المسند: وهم ابناء مسند، منهم عشيرة الخيّال التي فيهم مشيخة بطن العزام كافة، وتنقسم الى العشائر الرئيسية التالية: -
  1. عشيرة السلامة وفيهم: الخيّال وفيهم (الرطول السحمه السمير) - الهمش وفيهم (البليلات) - الفليو (وهناك من الفليو من يرجع للإسيد) - الإسيد.
  2. عشيرة المحمد ومنهم: الجبران ومنهم(المنيع السواحلة الجهيّم) - الهملان وفيهم (النافع - الخليفة - ابورشيده - القضيب - الجراعبه - والجريو.
  3. عشيرة الزايد ومنهم: 1- الشرعي - ابوذينه - البلاطجه - القشيميط (المباريد) - الشواطرة وفيهم (المشبب) - السحيليه - الذريان - الدويم.
  4. عشيرة السعدي ومنهم: المضاغيط - البخيتان - الحمَود - الدعيجي.
  5. عشيرة الجعيري ومنهم: السنيد - الرويلان - العشيشان.
  6. عشيرة المنذر ومنهم: الفالحه (الضريمان الدباه الدليمان) -  الذعيت (النبابيح الطيطله الخضّاع) - الحفر - الحويجه.
  7. عشيرة الدوكه ومايتبعهم ايضاً من العشائر.
  8. عشيرة الحويان عشيرة مستقله ترجع مباشرة لجدهم عزام الكلبي وتتبع للمسند ومنهم: العنيزات - الويد.
  9. عشيرة الهرجاف ترجع لجدهم عزام الكلبي مباشرة وهم يتبعون للمسند بالتبعيه ومنهم: السعران.
- فخذ الماضي: وهم ابناء ماضي، منهم عشيرة "ابن وردة" التي فيهم مشيخة فخذ الماضي كافة، وتنقسم الى العشائر الرئيسية التالية: -
  1. عشيرة الورده ومنهم: النباح - وعيال كوكب.
  2. عشيرة المقانطه ومنهم: القضبه - العرود.
  3. عشيرة المسلمين ومنهم: الشغيوا.
  4. عشيرة الحمام وهم ابناء حمام شَقِيق ماضي من الأب والأمّ ولذلك هم في تعداد الماضي (حلفاً)، ومنهم: الوصيوص - المطاريد - النصر الله - الطقيق(الخنينات) - الحسامين - اليماني - الشويكي - المرزق - القرعان.
  5. وايضاً من عشائر فخذ الماضي: الخضير - السمل - الخشيبان - البسايطه الميس - اللغبة.
- فخذ الحمود: وتنقسم الى العشائر الرئيسية التالية: النصره ومنهم: ابوميلا (الميله) - الجفيل - النعيم -  البحان - النويعمه - الظلام - المعلا - الروبضان - النصيري - الوهاوده - الريضه - الغنيم - البرقان، ومايتبعهم ايضاً من العشائر.

## الشرارات في نصوص بعض الوثائق التاريخية

### نسب قبيلة الشرارات:
من أقدم النصوص المنشورة عن نسب قبيلة الشرارات الكلبية القضاعية النص الذي أورده الرحالة الإيطالي كارلو كلاوديو جوارماني الذي زار منطقة القريات سنة 1267هـ/1851م:
قبيلة الشرارات انحدروا من بني كلب من بني قضاعة من اليمن، الذين استوطنوا في دومة الجندل القديمة (الجوف) نحو القرن الثاني الميلادي من الحقبة الميلادية المسيحية. 
وكذلك الرحالة البريطاني تشارلز داوتي الذي زار المنطقة سنة 1292هـ/1875م مع مرافقه زيد الفقير العنزي واخبره عن سكان تيماء:
تيماء من قرى الاولين القدامى واهلها هم الشرارات وبعض اخر يقول هم بني كلب، وديرتهم قسماً بالله برق سلمان، وهولاء هم اهل تيماء. 

### ديار قبيلة الشرارات:
تنتشر قبيلة الشرارات الكلبية القضاعية في الأجزاء الشمالية من الجزيرة العربية، وتتركز مواردها على امتداد المنطقة الحدودية للمملكة العربية السعودية مع الأردن، فقد ذكر الرحالة الألماني جورج أوغست فالين الذي زار المنطقة الشمالية من الجزيرة العربية سنة 1261هـ/1845م:
أن قبيلة الشرارات هي القبيلة الرئيسة في تلك المنطقة، وهم الأسياد الأصليين في منطقة الجوف ووادي السرحان ومعان, ولذلك فإنها هي المخولة رسمياً لأخذ الجزية في هذه المنطقة. 
وقد ذكر ذلك أيضاً الرحالة البريطاني دوغلاس كاروثرز الذي لقب نفسه "دغلاوس الشراري" عام 1909م، وأيضاً ما ذكره شيخنا علامة الجزيرة حمد الجاسر رحمه الله عند حديثه عن وادي السرحان، ولا تزال قبيلة الشرارات تشكل الأغلبية العظمى في محافظة القريات وجميع قرى وادي السرحان حتى وقتنا الحاضر، لذلك ارتبط تاريخ هذه المنطقة بتاريخ هذه القبيلة ارتباطاً وثيقاً منذ القدم، وحرص كثير من الرحالة الذين مرُّوا بهذه المنطقة على أن يكونوا في حماية أحد أفراد قبيلة الشرارات, وذلك كي يأمنوا على أنفسهم من الأخطار, حيث يقول الرحالة الفرنسي جاكلين بيرين عند حديثه عن رحلة غوارماني في منطقة القريات ووادي السرحان:
كان أعظم خطر تعرض له جوارماني في وادي السرحان عام 1267هـ/1851م عندما كان برفقة قافلة مؤلفة من 192 رجلاً مسلحاً - هو عندما هاجمهم نفر قليل من قبيلة الشرارات وأطلقوا عليهم النار, فاستطاعوا أخذ كل ما في القافلة بعدما قتلوا منها رجلين وجرحوا عشرة. 
وكان لهذه القبيلة سوق كبير ومضافة مشهورة تعرف باسم شيخ مشايخها في ذلك الوقت، الامير كاسب اللحاوي.

### مدح وثناء المؤرخين القدامى لقبيلة الشرارات:
وقد امتدح المؤرخ النجدي محمد البسام التميمي قبيلة الشرارات عام 1234هـ/1819م في كتابه "الدرر المفاخر في أخبار العرب الأواخر" وقال فيهم:
الشرارات: هم زبدة أولي الطنب، والحمات الصاحب بالجنب، يسعد المستعين بهم ويشقى المستهين بهم، آثارهم معروفة، وطرايقهم مألوفة، أقدم من السهام، وأندى من الغمام، وفضلهم لا ينكر، ومنعمهم لا يكفر، سقمانهم ثلاثة الآف وخيلهم خمسمئة. 
وقال ايضاً في موضع آخر:
الشرارات ذوو التفريج للكربات، أطول الناس باعاً، وأكرمهم طباعاً، وأوفاهم عهوداً، وأنجزهم وعوداً، وأرفعهم عماداً، وأوراهم زناداً، سادوا باليمانيات، وشادوا بيوت المكرمات، وطُبعوا على المكارم واحتمال المقارع، أولئك خير أقرانهم، وعين زمانهم، عددهم ألف راجل كلهم تغلى المراجل، وألف فارس لم يصادفهم في الحقيقة عظيم فارس. 
وقال عنهم عز الدين التنوخي الذي التقى بهم خلال زيارته منطقة الجوف سنة 1332هـ/1913م:
قبيلة الشرارات نخوتهم "بنو مكلب" لانهم يعودون بنسبهم الى بنو كلب بن وبرة، وهم قبيلة مجيدة، امتازوا بالكرم على فقرهم، فالشراري إذا ضافه ضيف ولم يجد ما يُقريه به غير ناقته الوحيدة- التي يعيش عليها هو وأولاده- فإنه يذبحها إكراماً لضيفه ولا يُبالي، وقد عرف الشراري في البادية بأنه سريع النجدة، منيع الحمى، شجاع يُقتل دون أن ينهب الغازون ناقته، كما أنه عرف بحدة لسانه، وسرعة جوابه، وقوة شاعريته البدوية، وبكونه أهدى بطرق جزيرة العرب ومسالكها. 

### بعض امتيازت قبيلة الشرارات عن غيرهم:
ويقول صالح محمد الخلف مواليد حائل 1348هـ عندما سكن القريات:
اشتهرت قبيلة الشرارات "بحدة ذكاء أفرادها، وقوة نباهتهم، وأنهم من ذوي الفطنة النادرة، والنكتة العجيبة بديهياً دون تكلف، وهم الرجال في قولهم وفعلهم". الخلف: كتاب من الألف إلى الياء - ص118.
كما اشتهرت قبيلة الشرارات بنجابة إبلها، تقول الرحالة البريطانية الليدي ان بلنت في كتابها "رحلة الى بلاد نجد" عندما زارت منطقة الجوف عام 1878م:
ومعروف عند ابناء جزيرة العرب ان قبائل الشرارات تمتلك "الهجن الشرارية" اعرق واكرم وافضل سلالة الابل في الجزيرة العربية، ونُخبة هذة السُّلالة لديهم تُعرف بـ «بنات عدهان». 
وهذا بلا شك معروفا أزلاً عند قبائل الجزيرة العربية بأصالة ركائب جيش الشرارات، فقط اشعر بها أعتى أبطال وشعار الجزيرة من كل القبائل.

### قبيلة الشرارات والدوله العثمانية:
ولقد منحت الدولة العثمانية قبيلة الشرارات مرتبات إضافية وامتيازات عديدة في سنة 1322هـ/ 1904م مقابل حماية القوافل المارة بشمالي الجزيرة العربية عن طريق معان، حيث كانت هذه القبيلة تسيطر على امتداد الخط الحميدي الحجازي المار بجوار معان، حتى أن الامير كاسب اللحاوي بدأ في توزيع الأراضي الواقعة هناك على ثلاثة الآف رجل من قبيلة الشرارات.

### مشاركة قبيلة الشرارات بالحرب العالمية الاولى:
بعد احتلال مصر من قبل بريطانيا اثناء الحرب العالمية الاولى ووجهت الدولة العثمانية أمير حائل بأن يتعاون مع قبيلة الشرارات لأجل الزحف نحو سيناء .ومصر القوات البريطانية، وبالفعل أعلنت قبيلة الشرارات الجهاد ضد بريطانيا

### قبيلة الشرارات ودورهم في توحيد السعودية:
وكانت قبيلة الشرارات ضمن القبائل التي انضمت لنفوذ الدولة السعودية الأولى، حيث بايعت الإمام عبد العزيز بن محمد بن سعود على السمع والطاعة في سنة 1212هـ/ 1797م، وهذا ما جعل بعض الرحالة الغربيين ينعتهم بالوهابيين.
وتشير إحدى الإحصائيات إلى أن عدد أفراد قبيلة الشرارات الذين كانوا تابعين للدولة السعودية الثانية هو أربعون ألف نسمة، ولهذا فلا عجب عندما نرى قبيلة الشرارات تبايع الملك عبد العزيز مبكراً، قبل حتى أن تدخل منطقة القريات ووادي السرحان في حكمه، حيث كان جزء كبير من أفرادها ضمن من التحق بجيش الإخوان المتجه شمالاً لأجل تحرير منطقة القريات ووادي السرحان من قوات شرقي الأردن سنة 1343هـ/ 1924م.
وكان لهم جهود ومشاركات مع جيش الملك عبد العزيز في بلاد شرقي الأردن، حيث قامت الحكومة الأردنية بالقبض على أربعة أفراد منهم ممن كانوا في جيش الملك عبد العزيز خلال تلك الغزوة، وأعدمتهم في المدرّج الروماني بعمّان.
وكانت قبيلة الشرارات هي القبيلة الوحيدة التي دفعت ثمن مشكلات الحدود النجدية الأردنية في منطقة القريات ووادي السرحان التزامًا منها بتوجيهات الملك عبد العزيز التي تقضي بعدم الرد بالمثل على تلك الغارات والغزوات التي كانت تشنها قبائل شرقي الأردن، والاكتفاء في ذلك بالرفع إلى المعتمد البريطاني في شرقي الأردن؛ ومن هنا أُخذت الكثير من إبلها لهذا السبب. وقد استردت قبيلة الشرارات جميع ما أخذ منها بعدما أطلق الملك عبد العزيز يدها وسمح لها باسترداد كل ما نهب منها، وذلك عندما لم يجد تجاوباً من المعتمد البريطاني في الأردن تجاه تلك الشكاوي.
وكان معظم أبناء هذه القبيلة ضمن طلائع الملك عبد العزيز في شمالي المملكة العربية السعودية، بل كان بعض رجالاتها قادة لبعض الحملات، مما ساعد على استتباب الأمن واستقرار الأمر في المنطقة، وهذا ما جعل الملك عبد العزيز يُصر على أن تكون جميع عشائر هذه القبيلة رعايا نجدية تابعة له، وذلك في المباحثات الخاصة بالجلسات التحضيرية لمعاهدة الصداقة وحسن الجوار التي تم توقيعها بينه وبين حكومة شرقي الأردن في سنة 1352هـ/1933م.
وهذه الجهود التي بذلتها قبيلة الشرارات، هي التي جعلت أمير منطقة القريات ومفتش الحدود الشمالية الغربية الأمير عبد العزيز السديري يكتب للملك عبد العزيز برقية يطلبه فيها منح قبيلة الشرارات امتيازات خاصة بهم نظير تلك الجهود، حيث طلب أن يُزاد لكبارهم في الأعطيات، بل إنه طلب أن تصرف لكبار مشايخهم رواتب شهرية بدلاً من الأعطيات السنوية، كما أصدر الملك عبد العزيز أمره بإعفاء قبيلة الشرارات من دفع أية رسوم على ما يجلبونه من خارج البلاد.